# Менка (притока Птичі)
Менка, Мена, Мен — колишня річка, нині струмок у Білорусі, права притока Птичі (басейн Дніпра).
Назва річки Менка має балтійську етимологію, оскільки до приходу слов'ян на території сучасної Білорусі жили балтські племена, споріднені з предками сучасних литовців та латишів, а балтійська гідронімія поширилася по всій країні. Так, у сучасній литовській мові слово menkos означає «дрібна, маленька». Також правдоподібною є версія походження назви від миня, риби, відомої в ті часи як Мен, Менек. Походження назви річки від дієслова «змінити» тощо малоймовірне.
Зараз Менка майже пересохла, а в документах XVI століття ще згадується як річка.
За 2 км від гирла Менки, при впадінні в неї струмка Дунаю, є городище (див. Городище Строчицьке) та залишки кількох великих стоянок навколо нього. На думку археологів, у IX—X столітті тут був Мінськ, перенесений в XI столітті на теперішнє місце.